# Белмон (Изер)
Белмон (фр. Belmont) насеље је и општина у источној Француској у региону Рона-Алпи, у департману Изер која припада префектури Ла Тур ди Пен.
По подацима из 2011. године у општини је живело 463 становника, а густина насељености је износила 71,12 становника/km². Општина се простире на површини од 6,51 km². Налази се на средњој надморској висини од 550 метара (максималној 662 m, а минималној 455 m).

## Демографија
| 1962. | 1968. | 1975. | 1982. | 1990. | 1999. | 2011. |
| ----- | ----- | ----- | ----- | ----- | ----- | ----- |
| 187   | 196   | 172   | 199   | 214   | 266   | 463   |

График промене броја становника у току последњих година